# Karl Dieffenbach
Pour les articles homonymes, voir Dieffenbach.
Karl Dieffenbach (né le 2 novembre 1859 à Schlitz et mort le 17 mars 1936 à Düsseldorf) est un général d'infanterie prussien.

## Biographie
Dieffenbach est le fils du conseiller supérieur secret Georg Christian Dieffenbach (de) et, après avoir passé son baccalauréat, il s'engage en 1879 comme avant-maître dans le 69e régiment d'infanterie de l'armée prussienne à Trèves. En 1880, il y est promu sous-lieutenant . Après l'Académie de guerre de Berlin de 1888 à 1891, il y revient comme lieutenant. En 1893, il est promu capitaine et est commandé au grand état-major. En 1896, il reprend le service militaire en tant que commandant de compagnie dans le 35e régiment de fusiliers à Brandebourg-sur-la-Havel, avant que Dieffenbach ne soit transféré à l'état-major général en 1898 et promu major en 1899. En 1901, il devient commandant de bataillon dans le 30e régiment d'infanterie à Sarrelouis . En 1904, il est nommé commandant de l'école de guerre de Neisse et en 1906, il est promu lieutenant-colonel.
En 1908, en tant que colonel, il devient commandant du 6e régiment de grenadiers à Posen. Après avoir été promu Generalmajor en 1912, il devient commandant de la 28e brigade d'infanterie à Düsseldorf.

### Première Guerre mondiale

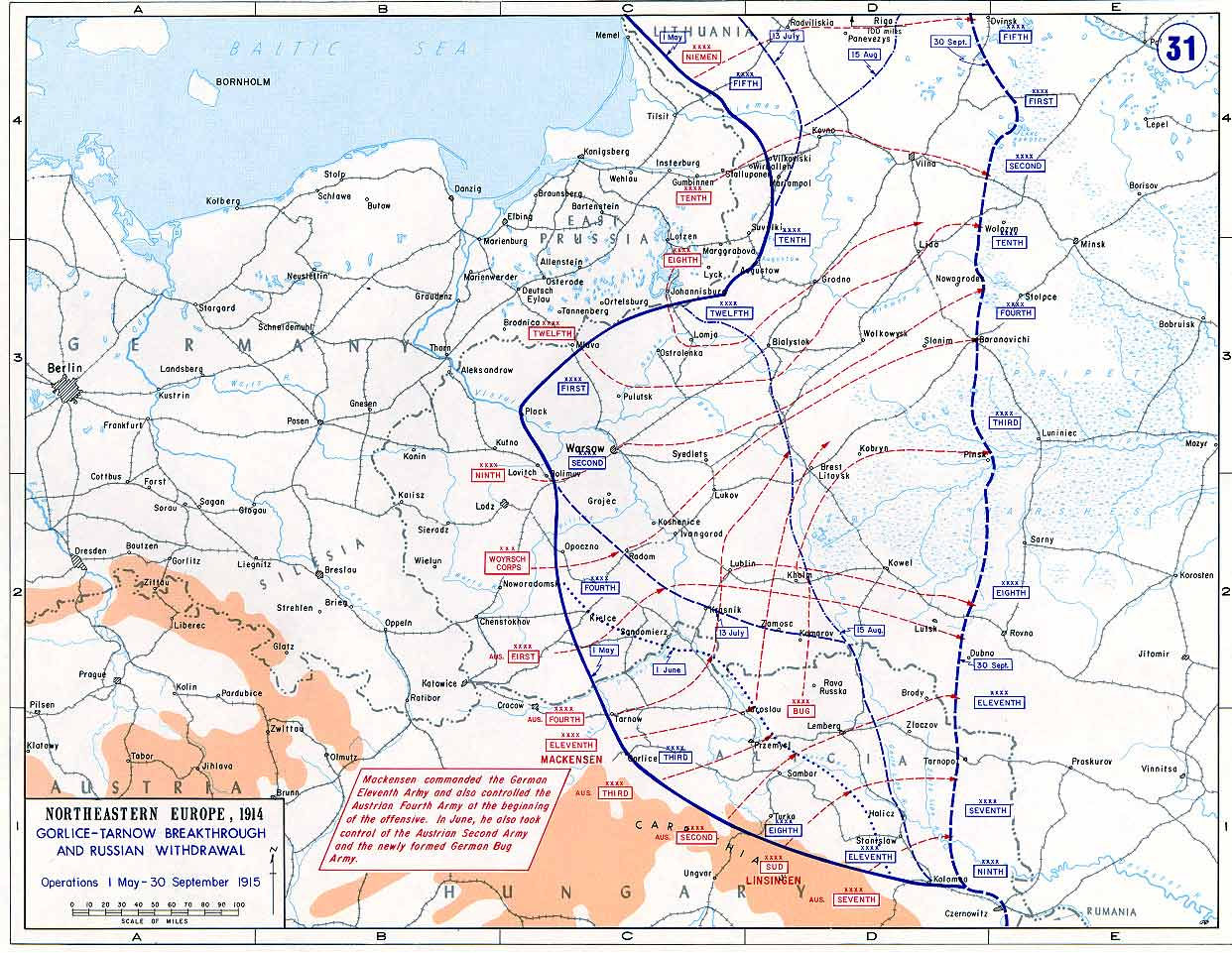
1er mai au 30 septembre 1915

Au déclenchement de la Première Guerre mondiale, Dieffenbach pris le commandement de la 22e division d'infanterie dans le 11e corps d'armée le 2 août 1914. Avec celle-ci, il se dirigea d'abord vers l'ouest, puis, fin août, vers le front oriental vers la Prusse-Orientale, Cracovie, Ivangorod et la Rawka, où il est promu lieutenant-général le 18 avril 1915. Le 2 juin 1915, il mène sa division à Lubakzow, franchit le San à Sieniawa et avance jusqu'à Pinsk. Il passe l'hiver 1915/16 en Volhynie. Fin mars 1916, la division s'installe en Courlande et reste à Mitau jusqu'à fin juin.
Au cours de l'offensive Broussilov, la division est affectée au « groupe d'attaque von der Marwitz » nouvellement formé  l'est de la Galicie. Lorsque, le 20 juillet, la division doit se replier entre la Lipa et la Styr avec la 1re armée austro-hongroise sous les ordres du colonel général Puhallo (de), Dieffenbach est chargé du commandement suprême de l'armée. Après l'arrêt de la retraite, l'armée, renforcée de deux unités impériales et royales, est restée sur place. La division, renforcée par deux divisions de troupes d'infanterie, reste dans sa position en Galicie orientale sous le nom de « Corps Dieffenbach » jusqu'à la mi-décembre.
Nommé général commandant du 8e corps d'armée le 17 décembre 1916, Dieffenbach est transféré en tant que tel le 12 mars 1917, les commandants plus anciens devant être remplacés par des plus jeunes, au 9e corps de réserve situé devant Ypres. Le 2 avril, il reçoit, avec la direction du « Groupe Arras », le commandement de la section sud de la 6e armée. Une semaine plus tard, la bataille d'Arras commence. En reconnaissance de ses mérites dans la défense, l'ordre Pour le Mérite lui est décerné par A.K.O. du 26 avril 1917. En juin 1917, lors de la bataille de Messines, il est transféré avec son commandement général dans les Flandres à la tête du « groupe Wytschaete » de la 4e armée. Ses divisions doivent abandonner l'arc de front de Wytschaete lors de la bataille avec la 2e armée britannique du général Herbert Plumer et luttent pendant de nombreux mois dans la partie sud de la bataille de Passchendaele pour préserver la nouvelle ligne de front entre Hollebeke-Zandvoorde et l'ouest de Warneton.
En janvier 1918, son commandement général est rattaché à la 17e armée nouvellement formée dans l'Artois. Lors de l' offensive de printemps, il dirige ses divisions à la bataille de Monchy-Cambrai en mars 1918 puis participe à l'attaque de la Scarpe. À la mi-avril 1918, Dieffenbach et son corps d'armée passent à nouveau à la 6e armée et combattent lors de la bataille de la Lys dans la région au sud de Merville. De mai à août, des combats de position suivent en Artois et en Flandre française. En septembre 1918, le commandement de l'armée transfère le 9e corps de réserve à la 1re armée à Reims et, à partir de fin septembre, à la 5e armée à la Meuse. Le 8 novembre 1918, le commandement général du 9e corps de réserve est dissous.

### République de Weimar
Après la fin de la guerre, Dieffenbach présente sa lettre de démission. Dans son approbation, il est mis à disposition le 8 mai 1919. Le 19 juillet 1919, Karl Dieffenbach reçoit le caractère de général d'infanterie lors de son départ.
Par la suite, il a été président de l'association régionale de la région industrielle de Rhénanie-Westphalie et du groupe local de Düsseldorf de la Fédération allemande des officiers (de) et de l'Association des guerriers (de) du district de Düsseldorf.

## Décorations militaires
- Croix de fer de 2e et 1re classe
- Ordre de l'Aigle rouge de 2e classe avec feuilles de chêne et épées
- Ordre de la Couronne de Siam de 2e classe avec étoile
- Commandant de 1re classe de l'ordre de la Maison ernestine de Saxe avec épées
- Ordre de la Couronne de 3e classe
- Grand-croix de l'ordre du Faucon blanc avec épées
- Croix d'honneur reussoise de 1re classe avec épées
- Ordre du Mérite de Waldeck de 1re classe avec épées
- Médaille de bravoure de Hesse (de)
- Ordre de la Couronne de fer de 2e classe avec décoration de guerre
- Croix du Mérite militaire autrichienne de 2e classe avec décoration de guerre
- Grand-Croix de l'Ordre de Frédéric
- Ordre du Mérite militaire bavarois de 2e classe avec épées
- Croix du Mérite militaire du Mecklembourg de 2e classe
- Grand-Croix de l'Ordre d'Albert avec épées
- Croix hanséatique
  - Brême
  - Hambourg
  - Lübeck
- Étoile de Gallipoli
- Croix de Frédéric